# Головинские пруды
Голови́нские пруды — система водоёмов на одноимённом ручье в Головинском районе Северного административного округа Москвы. Состоит из трёх прудов — Верхнего, Малого и Большого, общей площадью около 18 га. Является частью Лихоборской обводнительной системы реки Яузы. Недалеко от Большого Головинского пруда располагается усадьба Михалково.

## Этимология
Своё название пруды получили от деревни Головино, вошедшей в состав Москвы в 1960 году.
Впервые село упоминается в начале XV века. Его наименование связано с родом Ховриных-Головиных, которые владели этой местностью. Иван Владимирович Голова-Ховрин — родоначальник фамилии Головиных, был внуком Григория Ховры. Боярин Иван Владимирович получил прозвище «голова», так как был крестником Ивана III и занимал видное положение при великокняжеском дворе.
Память о деревне сохранилась в названиях современного района, шоссе, кладбища и прудов.

## История

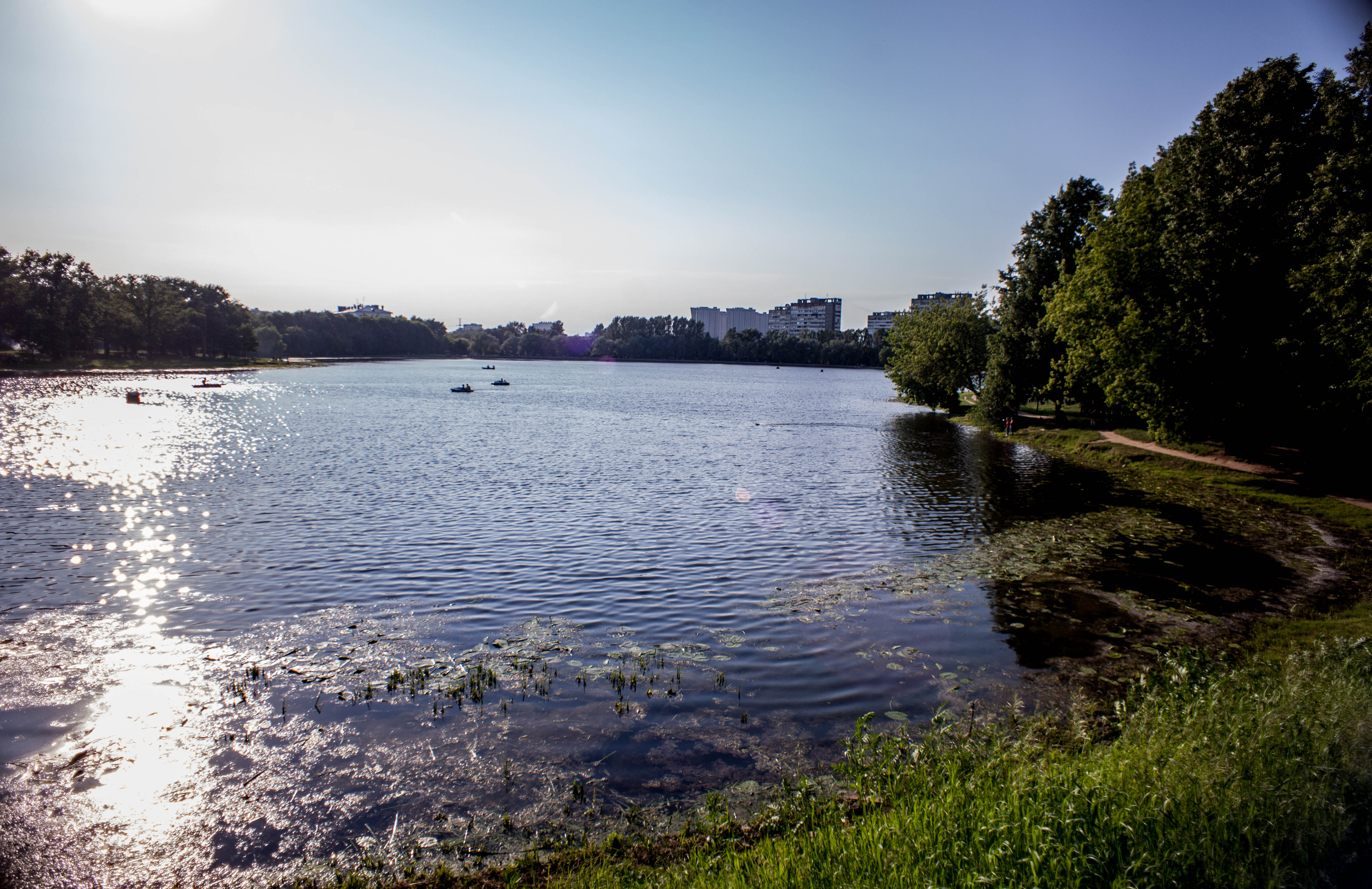
Большой Головинский пруд, 2015 год

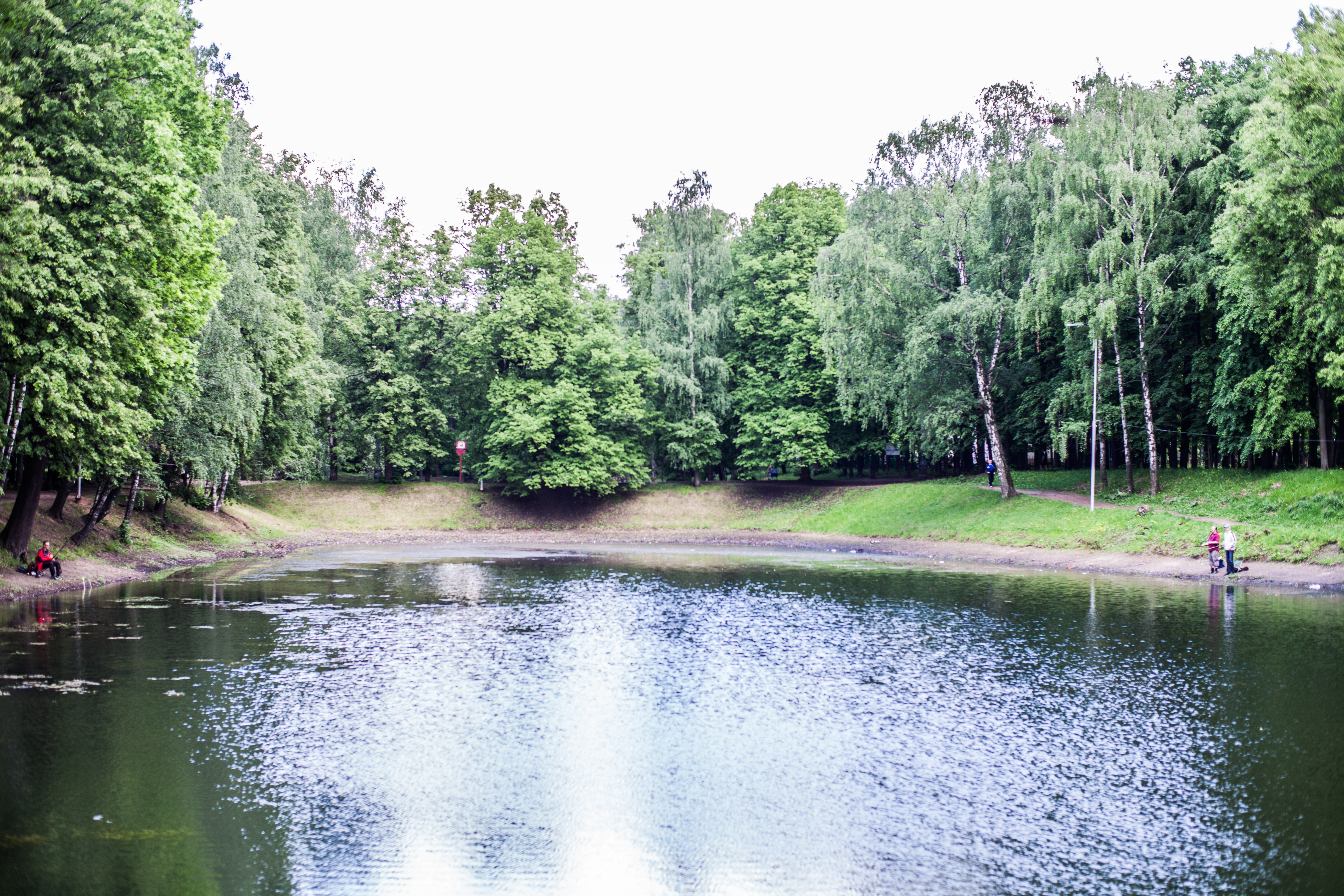
Малый Головинский пруд, 2015 год

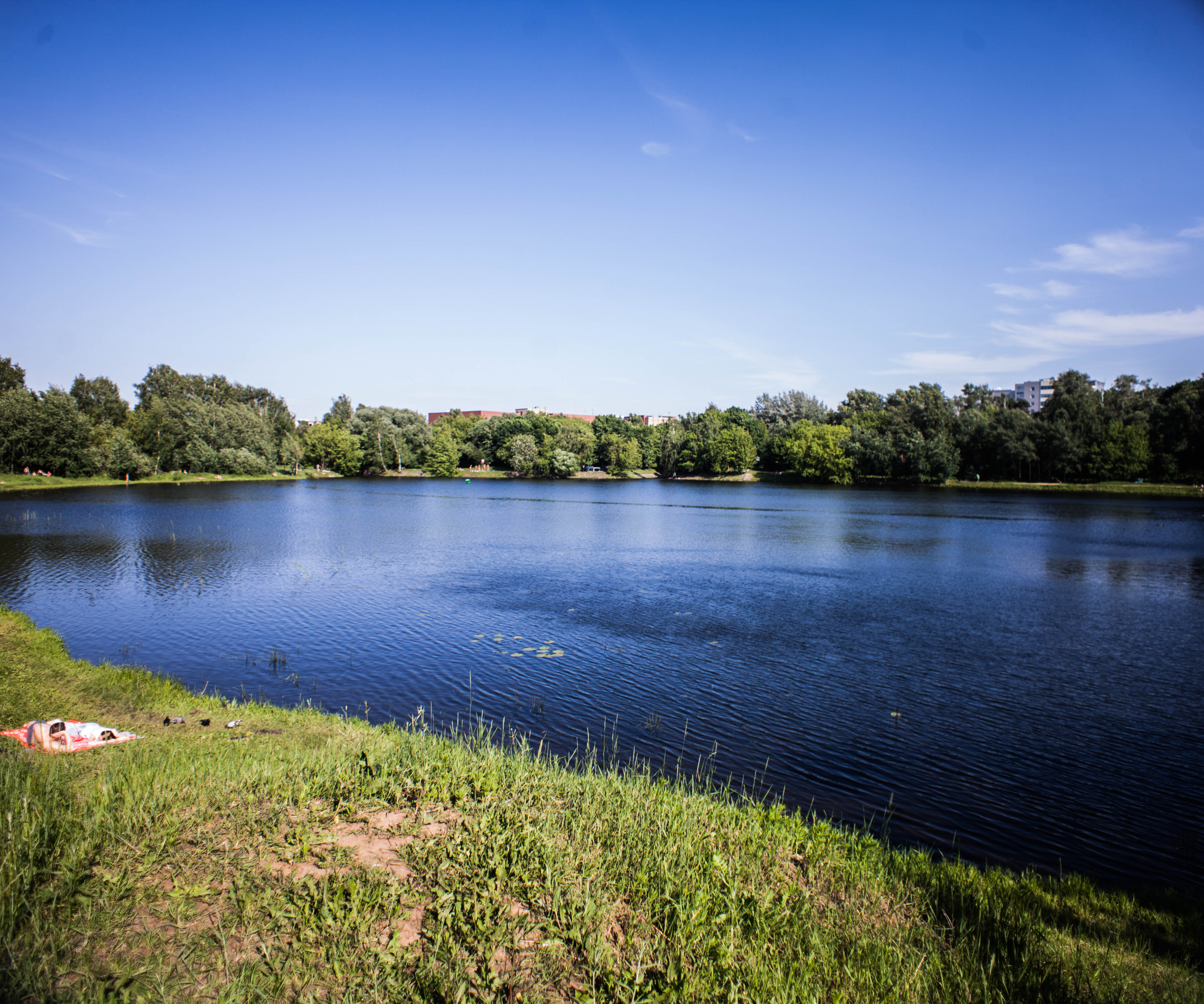
Верхний Головинский пруд, 2015 год

Головинские пруды были устроены в XVIII веке. На плане усадьбы Михалково 1761 года нанесён один водоём, расположенный на Головинском ручье.
Площадь его водного зеркала составляла около 3 га, питание осуществлялось от родникового озера естественного происхождения.
В 1930 году на Головинском ручье возвели дамбу с водосбросом, разделившую Большой и Малый пруды. Начиная с 1939 года Головинские водоёмы являются частью Лихоборской обводнительной системы, наполняющей реку Яузу и её притоки — Лихоборку и Жабенку.

### Современность
В 2010 году на Головинских прудах обустроили зоны для зимнего отдыха и рыбалки. В 2017 году начато обустройство территории Большого Головинского пруда, воссоздание дубовой рощи с новыми прогулочными дорожками, пляжной зоной и причалом.
Архнадзор отмечает, что благоустройство территории Головинских и Михалковских прудов проходит без порубочных билетов и соответствующих согласований, что может привести к серьёзным проблемам для флоры и фауны, а также изменению исторического ландшафта.

## Описание комплекса
Водоёмы имеют неправильную форму, вытянуты с юга на север по бывшему руслу Головинского ручья. Находятся почти на одной высоте, поэтому могут рассматриваться как плёсы одного пруда, соединённые каналами. Средняя глубина составляет 2,5 метра. По типу водоёмов относятся к русловым.
Питание прудов происходит за счёт волжской воды, поступающей из Химкинского водохранилища по Лихоборскому обводнительному каналу. Вода выходит из коллектора в Верхний Головинский пруд, из него через канал попадает в Малый, затем по протоке — в Большой. Через неё перекинут пешеходный мост. Часть воды из Верхнего Головинского пруда по подземному коллектору отходит в Большой Садовый пруд в Петровско-Разумовском и питает речку Жабенку. Из Головинских прудов вытекает река Лихоборка. Дно водоёмов илистое, вода чистая, прозрачная, богата водной флорой и фауной. Купание в прудах запрещено.

### Большой Головинский пруд
Самый крупный пруд Головинского комплекса. Его площадь составляет 7,5 га, длина — 510 метров, ширина — 270 метров. Берега с южной, западной и восточной стороны естественные, в северной части — искусственные, укреплены железобетонными плитами, имеют плотину с водосбросом.
На Большом пруду располагается пункт проката лодок и водных велосипедов. На восточном берегу находится Михалковский парк и каменная беседка, относящаяся к усадьбе Михалково.

### Малый Головинский пруд
Второй по величине из трёх прудов. Площадь его водного зеркала составляет 3,8 га, длина — 350 метров, ширина — 125 метров. Имеет неправильную форму. Берега естественные.

### Верхний Головинский пруд
Самый маленький водоём комплекса. Его площадь 3,4 га, длина — 240 метров, ширина — до 165 метров. Имеет овальную форму, с заросшими берегами, непригодными для купания.

## Флора и фауна
В прудах встречаются ряска маленькая и трёхдольная, роголистник погружённый, сусак, элодея канадская, многокоренник обыкновенный, кубышка жёлтая, рдест плавающий, кувшинка белоснежная и горец земноводный. Водоёмы окружают рогоз широколистный, камыш лесной, тростник обыкновенный, частуха подорожниковая, недотрога железистая, паслён сладко-горький, зюзник европейский, череда облиственная. На берегах растут деревья: ивы, берёзы, клёны, дубы, лиственницы, сосны, липы и боярышник. Ихтиофауна водоёмов представлена щукой, окунем, карасём и другими рыбами. По берегам гнездится кряква, также можно увидеть и других водоплавающих птиц.

## Фотогалерея

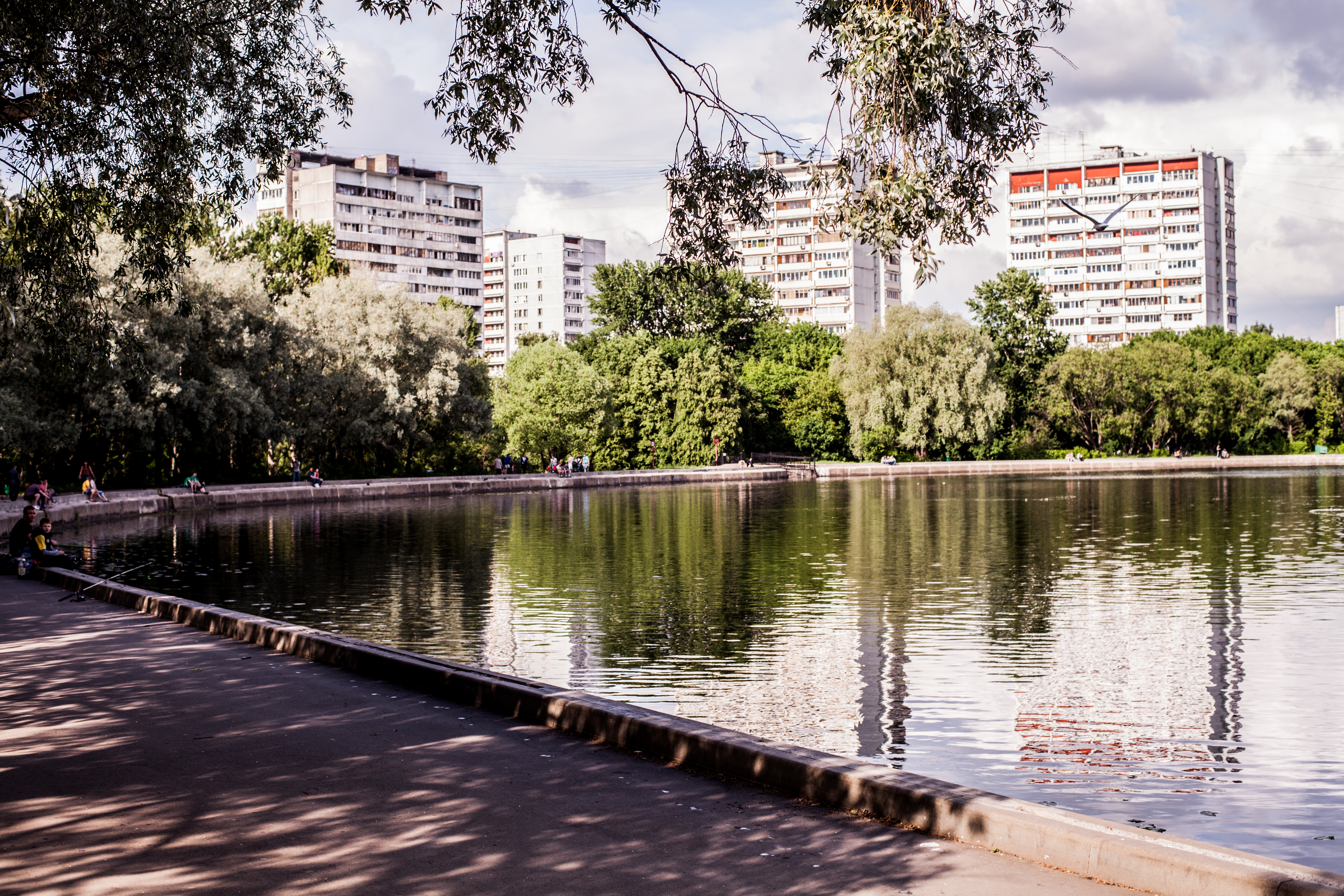
Вид с лодочной станции на Большой Головинский пруд, 2015 год
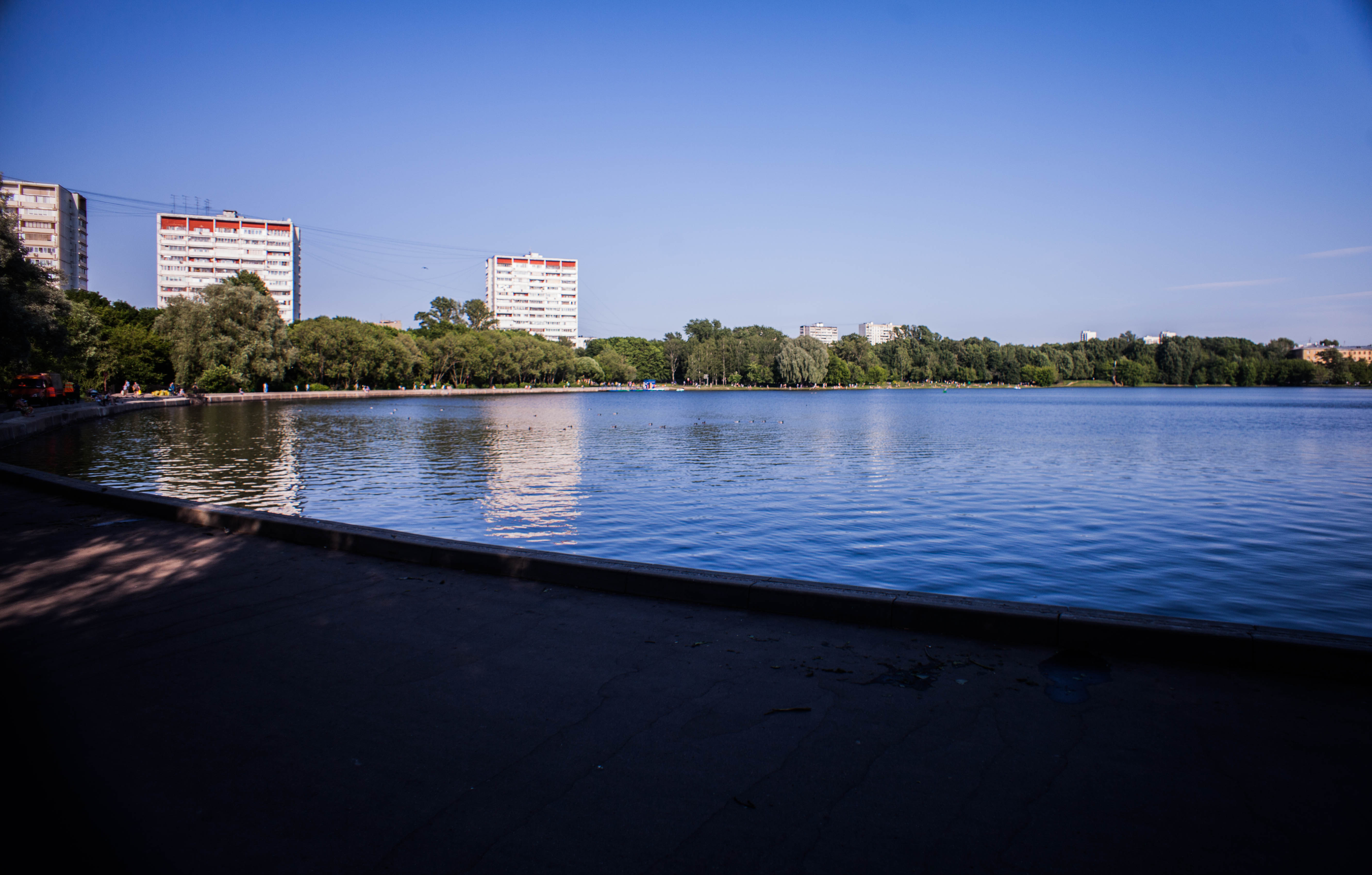
Укреплённый берег Большого пруда, 2015 год
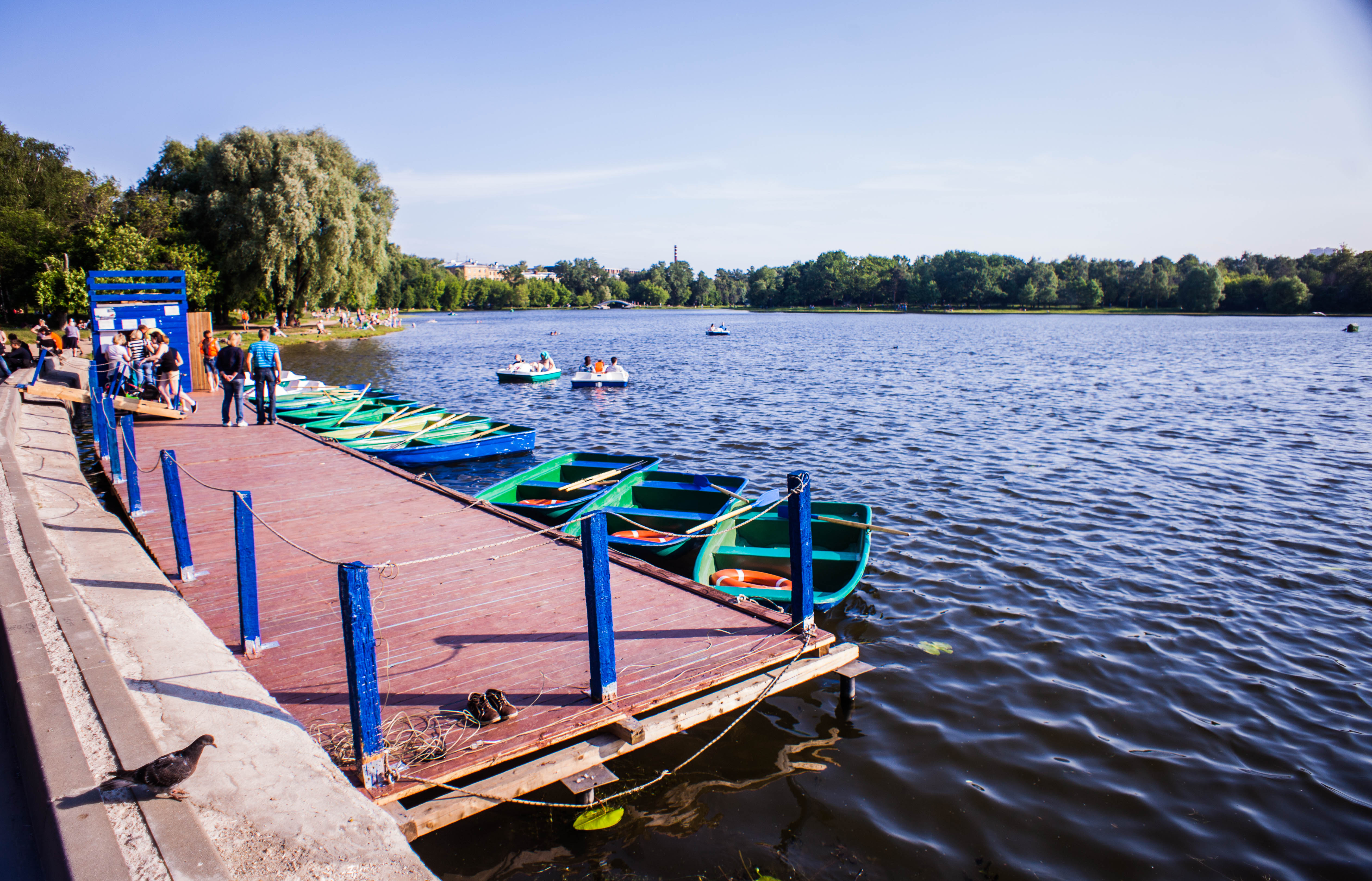
Лодочная станция на Большом Головинском пруде, 2015 год
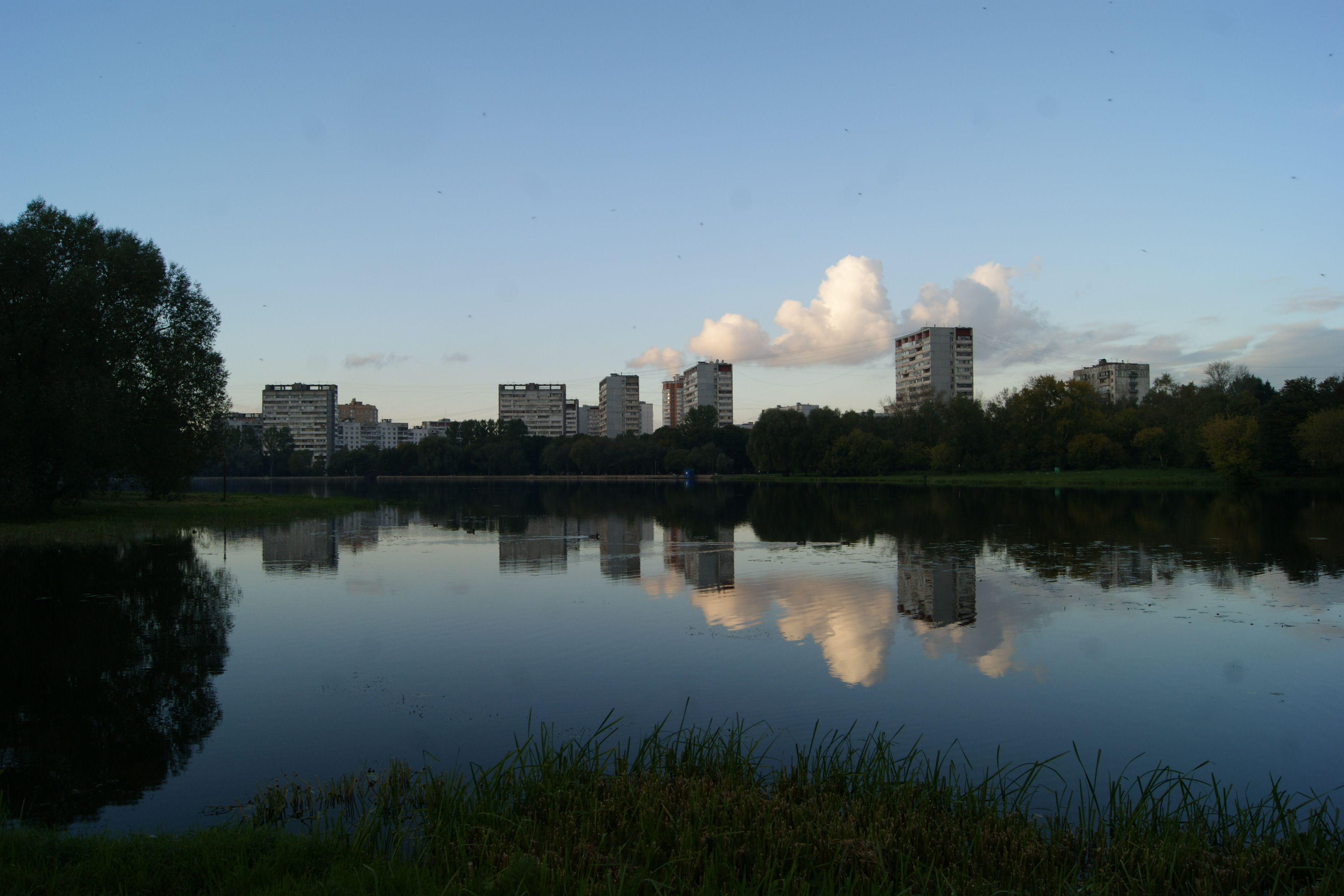
Большой Головинский пруд, 2016 год
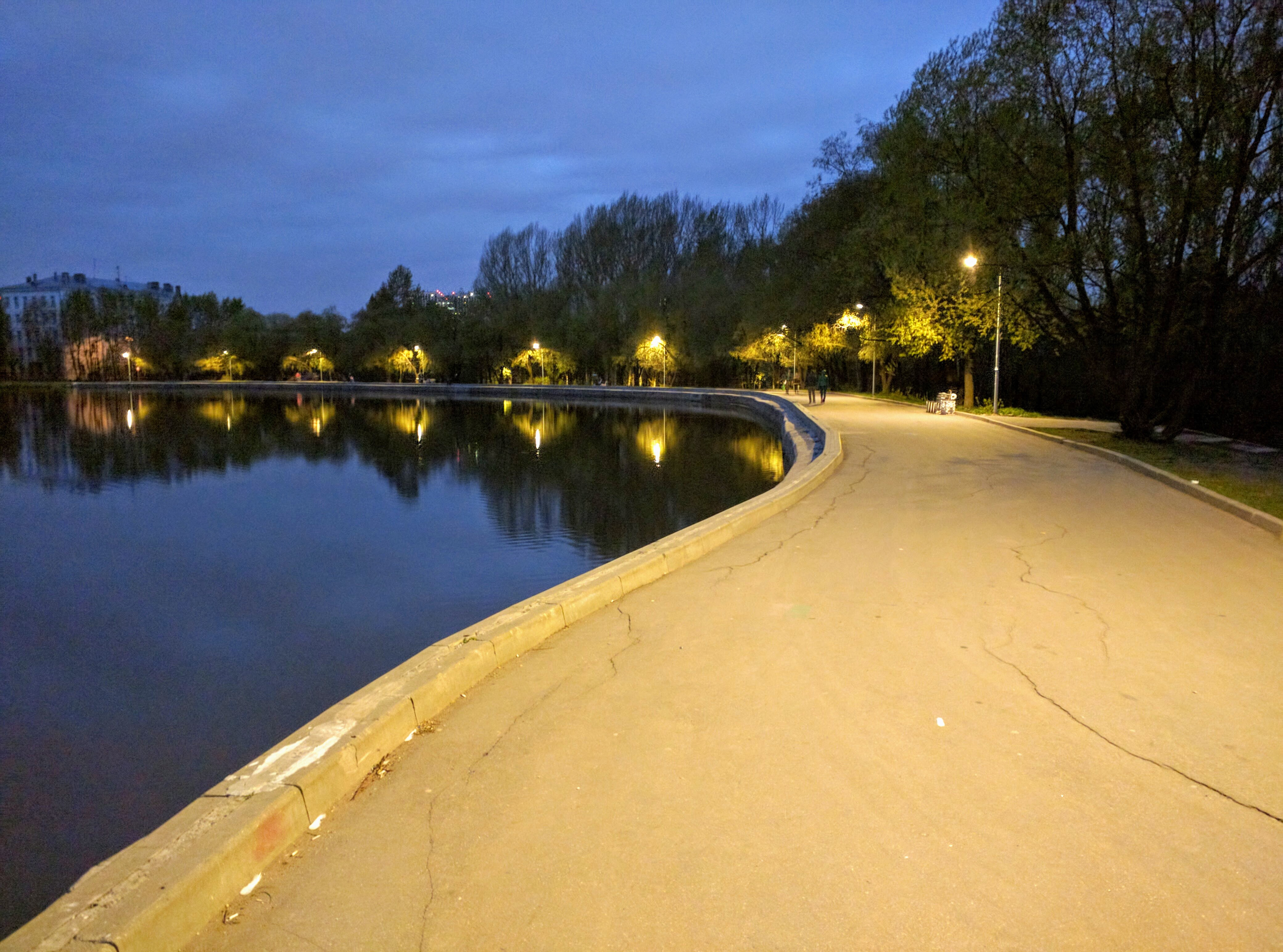
Набережная Большого Головинского пруда, 2017 год
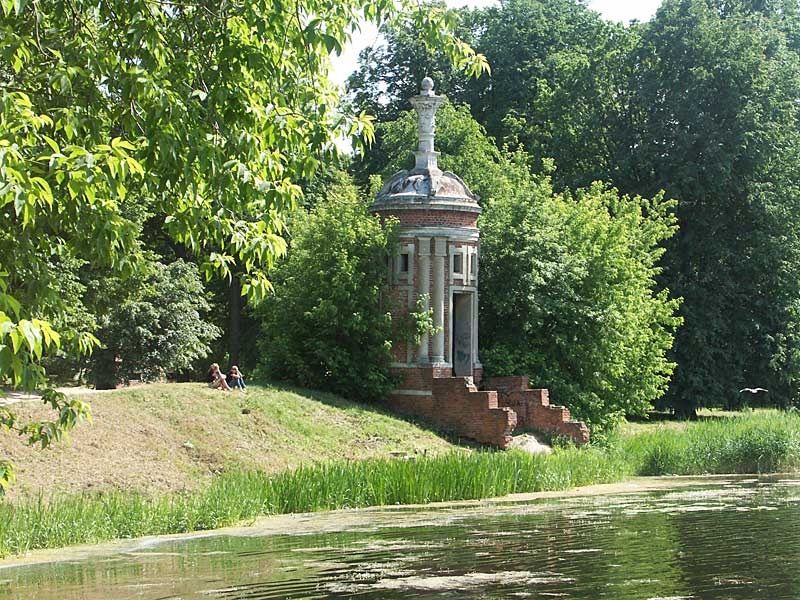
Беседка усадьбы Михалково, 2007 год
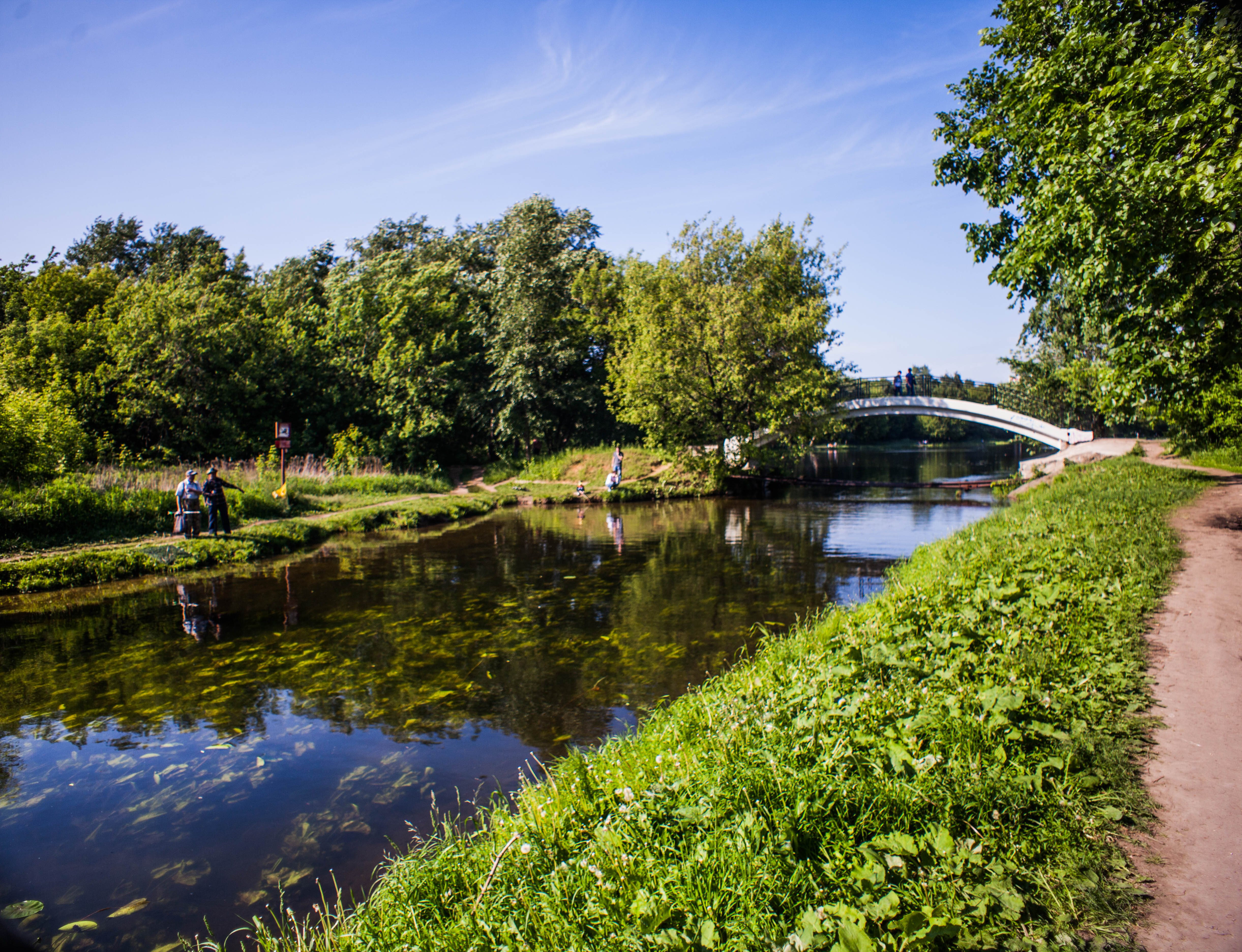
Канал, соединяющий Верхний и Малый Головинские пруды, 2015 год
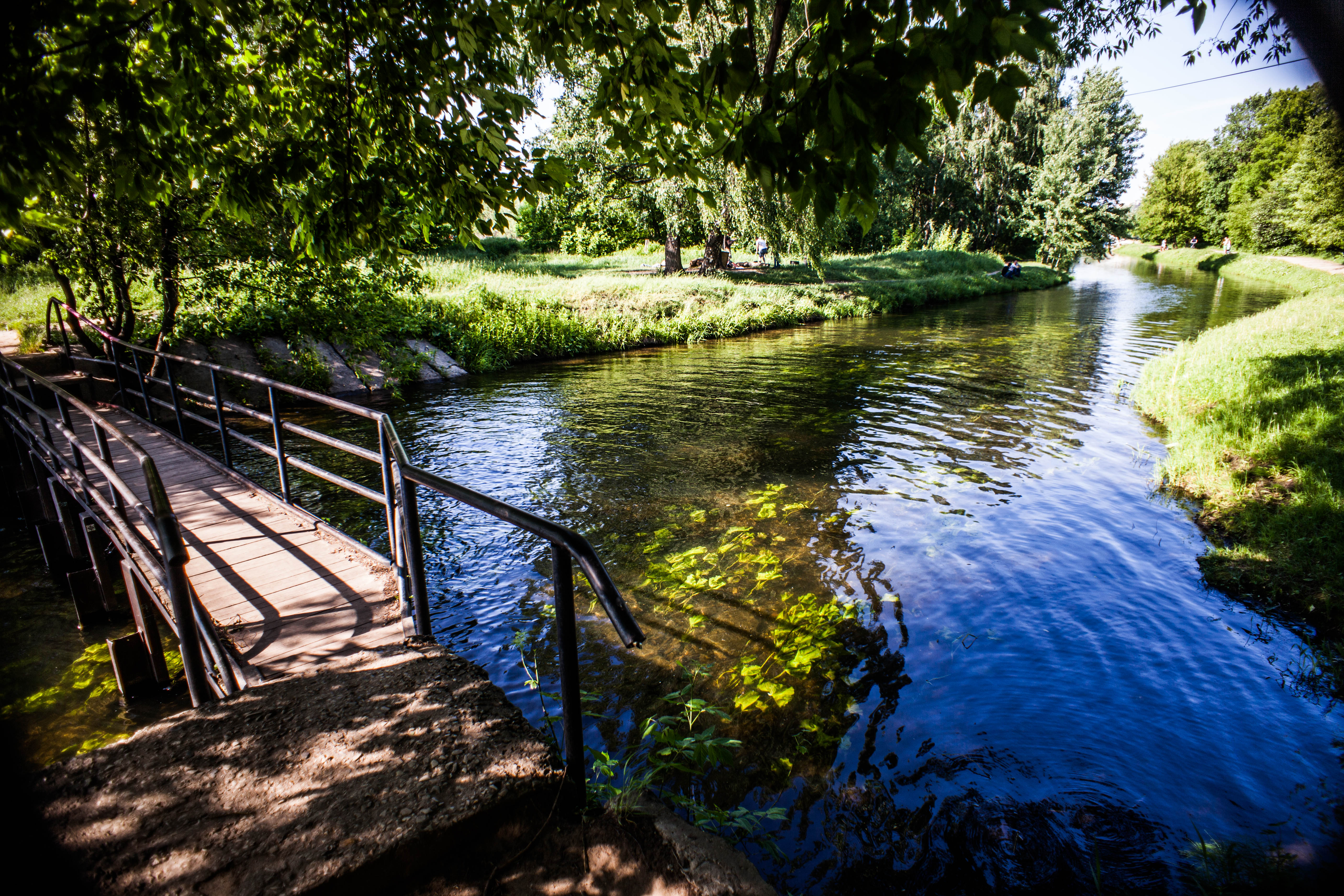
Мост через канал, 2015 год
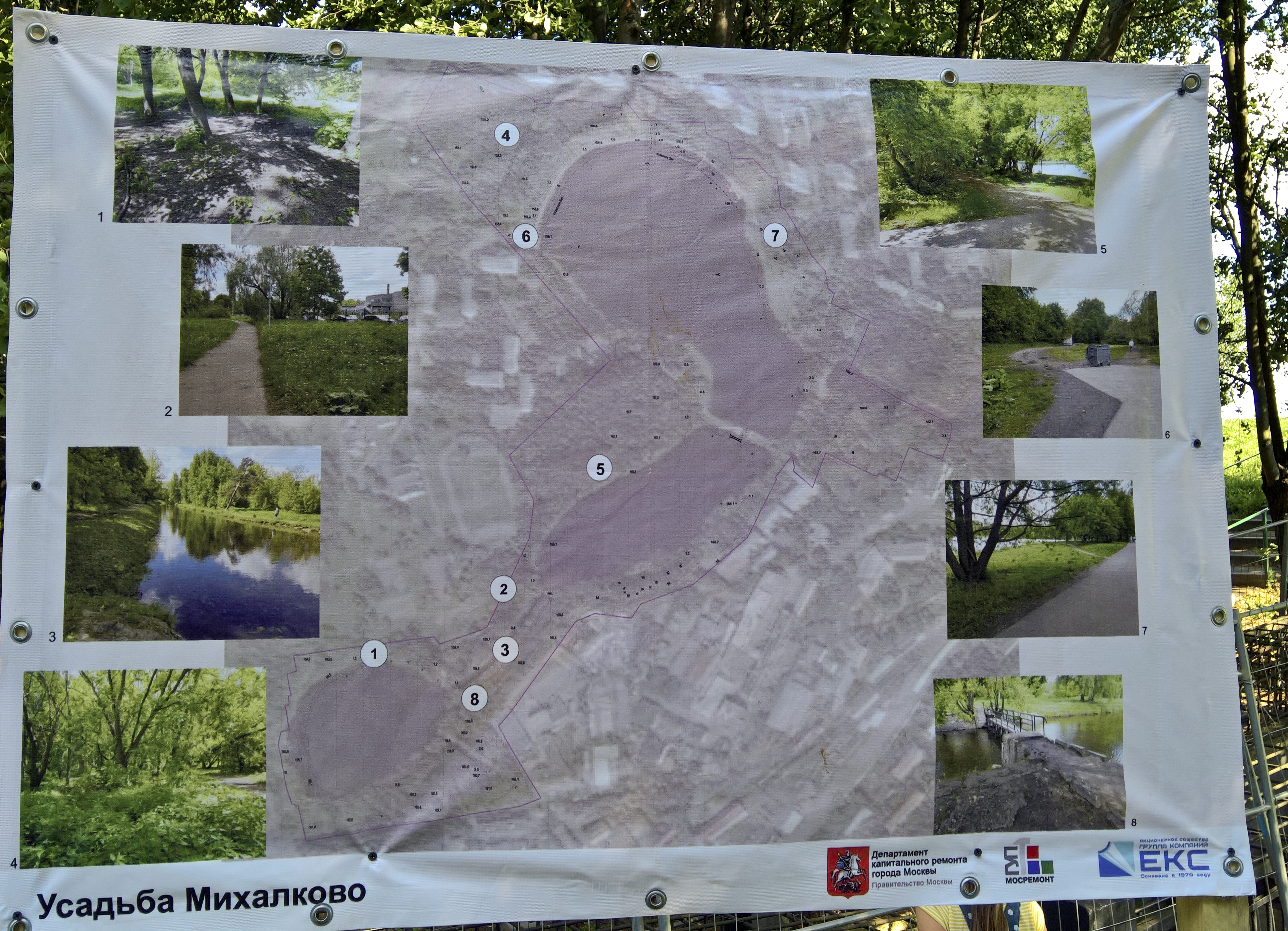
Информационный стенд у Головинских прудов, 2017 год
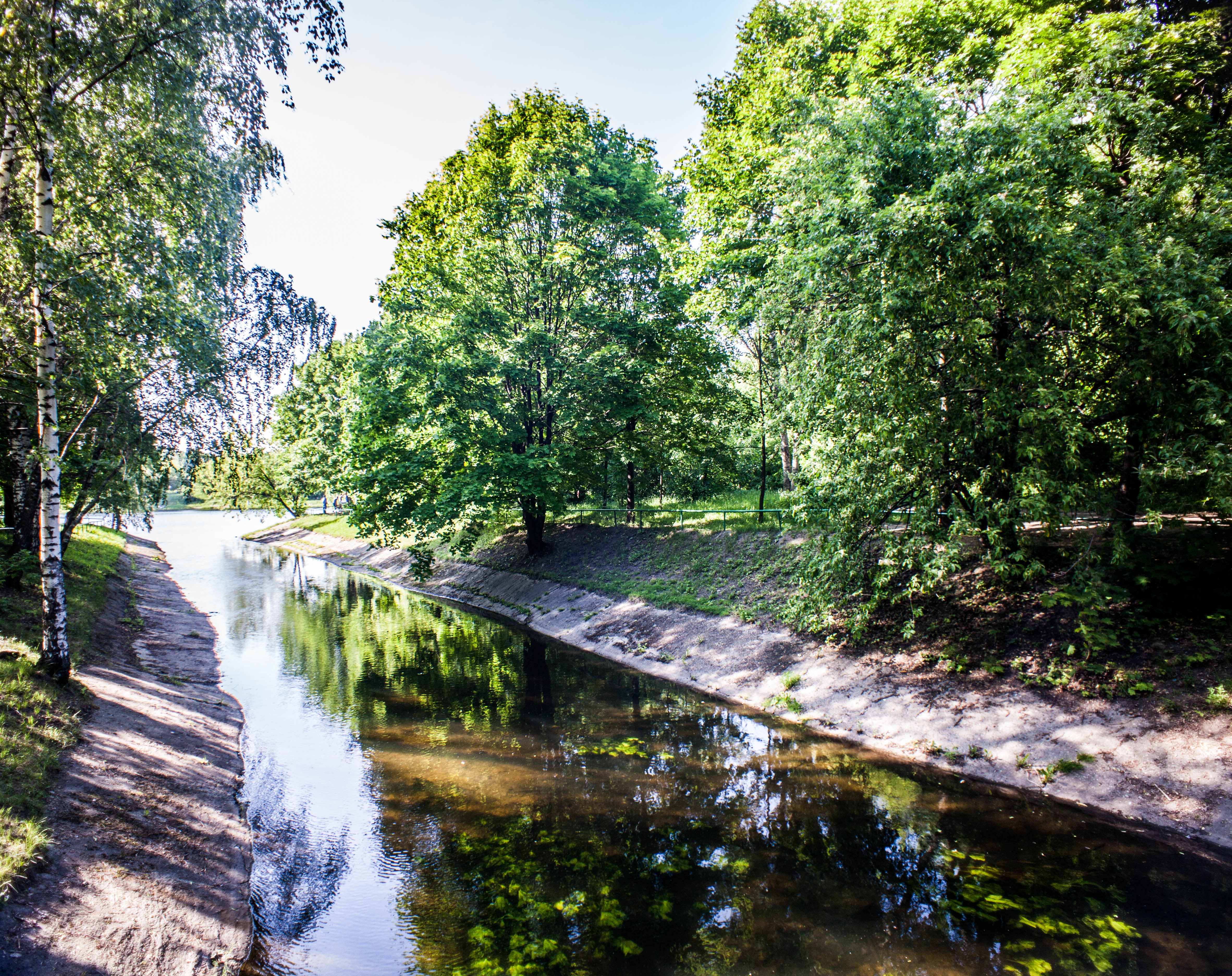
Канал-водосброс, 2015 год
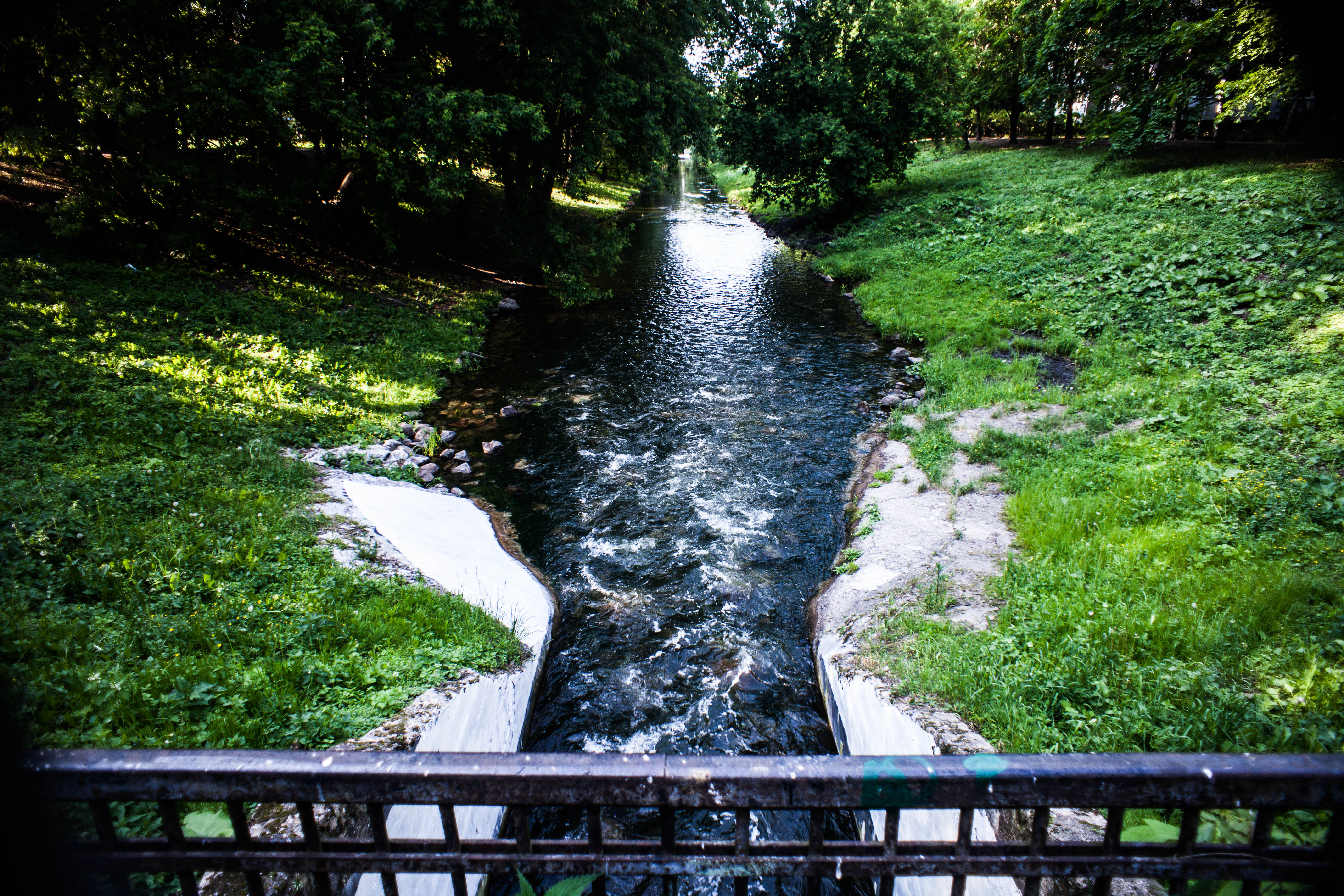
Головинский ручей, 2015 год

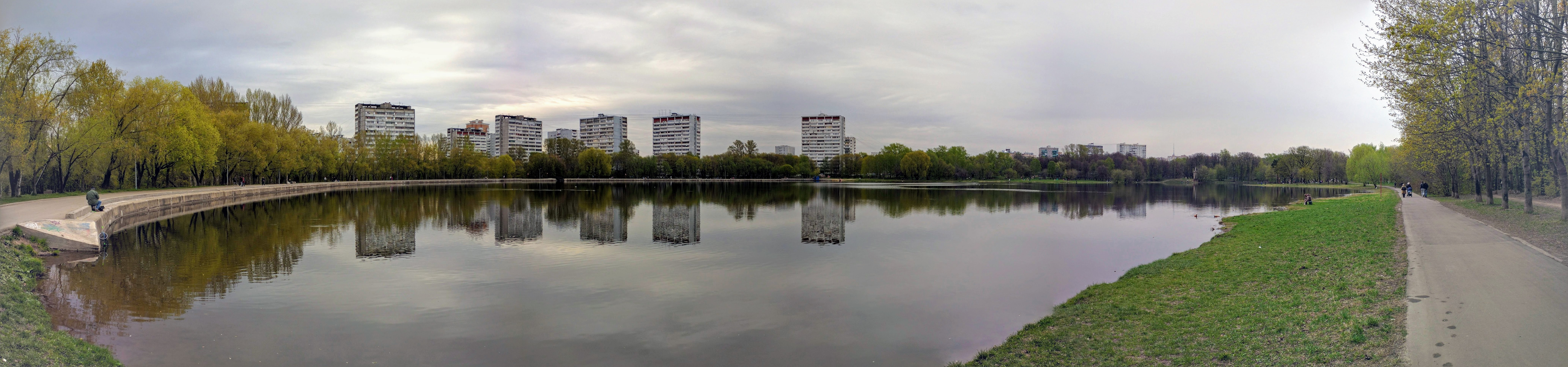
Панорама Головинского парка, 2017 год